# Eletti alla Camera dei deputati nelle elezioni politiche italiane del 1983
Questo elenco riporta i nomi dei deputati della IX legislatura della Repubblica Italiana dopo le elezioni politiche del 1983:
| Collegio                                      | Lista                                         | Eletto                               |
| --------------------------------------------- | --------------------------------------------- | ------------------------------------ |
| Torino - Novara - Vercelli                    | Partito Comunista Italiano                    | Gian Carlo Pajetta                   |
| Torino - Novara - Vercelli                    | Partito Comunista Italiano                    | Lucio Magri                          |
| Torino - Novara - Vercelli                    | Partito Comunista Italiano                    | Natalia Ginzburg                     |
| Torino - Novara - Vercelli                    | Partito Comunista Italiano                    | Ugo Spagnoli                         |
| Torino - Novara - Vercelli                    | Partito Comunista Italiano                    | Luciano Violante                     |
| Torino - Novara - Vercelli                    | Partito Comunista Italiano                    | Lucio Pisani                         |
| Torino - Novara - Vercelli                    | Partito Comunista Italiano                    | Giovanni Alasia                      |
| Torino - Novara - Vercelli                    | Partito Comunista Italiano                    | Giovanni Motetta                     |
| Torino - Novara - Vercelli                    | Partito Comunista Italiano                    | Gianni Wilmer Ronzani                |
| Torino - Novara - Vercelli                    | Partito Comunista Italiano                    | Bernardo Sanlorenzo                  |
| Torino - Novara - Vercelli                    | Partito Comunista Italiano                    | Ferruccio Danini                     |
| Torino - Novara - Vercelli                    | Partito Comunista Italiano                    | Teresa Migliasso                     |
| Torino - Novara - Vercelli                    | Democrazia Cristiana                          | Guido Bodrato                        |
| Torino - Novara - Vercelli                    | Democrazia Cristiana                          | Oscar Luigi Scalfaro                 |
| Torino - Novara - Vercelli                    | Democrazia Cristiana                          | Giuseppe Botta                       |
| Torino - Novara - Vercelli                    | Democrazia Cristiana                          | Luigi Rossi di Montelera             |
| Torino - Novara - Vercelli                    | Democrazia Cristiana                          | Paola Cavigliasso                    |
| Torino - Novara - Vercelli                    | Democrazia Cristiana                          | Piero Angelo Balzardi                |
| Torino - Novara - Vercelli                    | Democrazia Cristiana                          | Michele Zolla                        |
| Torino - Novara - Vercelli                    | Democrazia Cristiana                          | Silvio Lega                          |
| Torino - Novara - Vercelli                    | Democrazia Cristiana                          | Gianfranco Astori                    |
| Torino - Novara - Vercelli                    | Partito Socialista Italiano                   | Giuliano Amato                       |
| Torino - Novara - Vercelli                    | Partito Socialista Italiano                   | Giuseppe La Ganga                    |
| Torino - Novara - Vercelli                    | Partito Socialista Italiano                   | Gabriele Salerno                     |
| Torino - Novara - Vercelli                    | Partito Socialista Italiano                   | Filippo Fiandrotti                   |
| Torino - Novara - Vercelli                    | Partito Repubblicano Italiano                 | Giorgio La Malfa                     |
| Torino - Novara - Vercelli                    | Partito Repubblicano Italiano                 | Luigi Arisio                         |
| Torino - Novara - Vercelli                    | Partito Repubblicano Italiano                 | Danilo Poggiolini                    |
| Torino - Novara - Vercelli                    | Partito Liberale Italiano                     | Valerio Zanone                       |
| Torino - Novara - Vercelli                    | Partito Liberale Italiano                     | Renato Altissimo                     |
| Torino - Novara - Vercelli                    | Movimento Sociale Italiano - Destra Nazionale | Ugo Martinat                         |
| Torino - Novara - Vercelli                    | Movimento Sociale Italiano - Destra Nazionale | Ludovico Boetti Villanis Audifredi   |
| Torino - Novara - Vercelli                    | Partito Socialista Democratico Italiano       | Franco Nicolazzi                     |
| Torino - Novara - Vercelli                    | Partito Socialista Democratico Italiano       | Salvatore Genova                     |
| Torino - Novara - Vercelli                    | Partito Radicale                              | Giovanni Negri                       |
| Torino - Novara - Vercelli                    | Democrazia Proletaria                         | Franco Calamida                      |
| Cuneo - Asti - Alessandria                    | Democrazia Cristiana                          | Giovanni Goria                       |
| Cuneo - Asti - Alessandria                    | Democrazia Cristiana                          | Natale Carlotto                      |
| Cuneo - Asti - Alessandria                    | Democrazia Cristiana                          | Renzo Patria                         |
| Cuneo - Asti - Alessandria                    | Democrazia Cristiana                          | Adolfo Sarti                         |
| Cuneo - Asti - Alessandria                    | Democrazia Cristiana                          | Giovanni Battista Rabino             |
| Cuneo - Asti - Alessandria                    | Democrazia Cristiana                          | Ettore Paganelli                     |
| Cuneo - Asti - Alessandria                    | Partito Comunista Italiano                    | Bruno Fracchia                       |
| Cuneo - Asti - Alessandria                    | Partito Comunista Italiano                    | Giancarlo Binelli                    |
| Cuneo - Asti - Alessandria                    | Partito Comunista Italiano                    | Sergio Soave                         |
| Cuneo - Asti - Alessandria                    | Partito Comunista Italiano                    | Alfio Brina                          |
| Cuneo - Asti - Alessandria                    | Partito Socialista Italiano                   | Felice Borgoglio                     |
| Cuneo - Asti - Alessandria                    | Partito Liberale Italiano                     | Raffaele Costa                       |
| Cuneo - Asti - Alessandria                    | Partito Repubblicano Italiano                 | Vitale Robaldo                       |
| Cuneo - Asti - Alessandria                    | Partito Socialista Democratico Italiano       | Pier Luigi Romita                    |
| Genova - Imperia - La Spezia - Savona         | Partito Comunista Italiano                    | Alessandro Natta                     |
| Genova - Imperia - La Spezia - Savona         | Partito Comunista Italiano                    | Luigi Castagnola                     |
| Genova - Imperia - La Spezia - Savona         | Partito Comunista Italiano                    | Antonio Montessoro                   |
| Genova - Imperia - La Spezia - Savona         | Partito Comunista Italiano                    | Varese Antoni                        |
| Genova - Imperia - La Spezia - Savona         | Partito Comunista Italiano                    | Giuseppe Torelli                     |
| Genova - Imperia - La Spezia - Savona         | Partito Comunista Italiano                    | Gianna Schelotto                     |
| Genova - Imperia - La Spezia - Savona         | Partito Comunista Italiano                    | Mario Chella                         |
| Genova - Imperia - La Spezia - Savona         | Partito Comunista Italiano                    | Aldo Pastore                         |
| Genova - Imperia - La Spezia - Savona         | Democrazia Cristiana                          | Manfredo Manfredi                    |
| Genova - Imperia - La Spezia - Savona         | Democrazia Cristiana                          | Bruno Orsini                         |
| Genova - Imperia - La Spezia - Savona         | Democrazia Cristiana                          | Pietro Zoppi                         |
| Genova - Imperia - La Spezia - Savona         | Democrazia Cristiana                          | Luciano Faraguti                     |
| Genova - Imperia - La Spezia - Savona         | Democrazia Cristiana                          | Alessandro Scaiola                   |
| Genova - Imperia - La Spezia - Savona         | Democrazia Cristiana                          | Francesco Cattanei                   |
| Genova - Imperia - La Spezia - Savona         | Partito Socialista Italiano                   | Ugo Intini                           |
| Genova - Imperia - La Spezia - Savona         | Partito Socialista Italiano                   | Mauro Sanguineti                     |
| Genova - Imperia - La Spezia - Savona         | Partito Repubblicano Italiano                 | Giorgio Bogi                         |
| Genova - Imperia - La Spezia - Savona         | Movimento Sociale Italiano - Destra Nazionale | Cesco Baghino                        |
| Genova - Imperia - La Spezia - Savona         | Partito Liberale Italiano                     | Alfredo Biondi                       |
| Genova - Imperia - La Spezia - Savona         | Partito Radicale                              | Mauro Mellini                        |
| Milano - Pavia                                | Partito Comunista Italiano                    | Elio Quercioli                       |
| Milano - Pavia                                | Partito Comunista Italiano                    | Luciana Castellina                   |
| Milano - Pavia                                | Partito Comunista Italiano                    | Aldo Tortorella                      |
| Milano - Pavia                                | Partito Comunista Italiano                    | Laura Balbo                          |
| Milano - Pavia                                | Partito Comunista Italiano                    | Romana Bianchi Beretta               |
| Milano - Pavia                                | Partito Comunista Italiano                    | Gianfrancesco Borghini               |
| Milano - Pavia                                | Partito Comunista Italiano                    | Enea Cerquetti                       |
| Milano - Pavia                                | Partito Comunista Italiano                    | Franco Bassanini                     |
| Milano - Pavia                                | Partito Comunista Italiano                    | Federico Ricotti                     |
| Milano - Pavia                                | Partito Comunista Italiano                    | Francesco Zoppetti                   |
| Milano - Pavia                                | Partito Comunista Italiano                    | Claudio Petruccioli                  |
| Milano - Pavia                                | Partito Comunista Italiano                    | Anna Maria Pedrazzi Cipolla          |
| Milano - Pavia                                | Partito Comunista Italiano                    | Alfonso Gianni                       |
| Milano - Pavia                                | Partito Comunista Italiano                    | Eugenio Peggio                       |
| Milano - Pavia                                | Partito Comunista Italiano                    | Giovanni Grottola                    |
| Milano - Pavia                                | Partito Comunista Italiano                    | Neide Umidi Sala                     |
| Milano - Pavia                                | Democrazia Cristiana                          | Virginio Rognoni                     |
| Milano - Pavia                                | Democrazia Cristiana                          | Roberto Mazzotta                     |
| Milano - Pavia                                | Democrazia Cristiana                          | Mariapia Garavaglia                  |
| Milano - Pavia                                | Democrazia Cristiana                          | Carlo Sangalli                       |
| Milano - Pavia                                | Democrazia Cristiana                          | Giovanni Andreoni                    |
| Milano - Pavia                                | Democrazia Cristiana                          | Alberto Garocchio                    |
| Milano - Pavia                                | Democrazia Cristiana                          | Mario Campagnoli                     |
| Milano - Pavia                                | Democrazia Cristiana                          | Dante Orsenigo                       |
| Milano - Pavia                                | Democrazia Cristiana                          | Vincenzo La Russa                    |
| Milano - Pavia                                | Democrazia Cristiana                          | Vincenzo Bianchi di Lavagna          |
| Milano - Pavia                                | Democrazia Cristiana                          | Mario Usellini                       |
| Milano - Pavia                                | Democrazia Cristiana                          | Fortunato Bianchi                    |
| Milano - Pavia                                | Democrazia Cristiana                          | Andrea Borruso                       |
| Milano - Pavia                                | Democrazia Cristiana                          | Nadir Tedeschi                       |
| Milano - Pavia                                | Partito Socialista Italiano                   | Aldo Aniasi                          |
| Milano - Pavia                                | Partito Socialista Italiano                   | Francesco Colucci                    |
| Milano - Pavia                                | Partito Socialista Italiano                   | Giorgio Gangi                        |
| Milano - Pavia                                | Partito Socialista Italiano                   | Oreste Lodigiani                     |
| Milano - Pavia                                | Partito Socialista Italiano                   | Giampaolo Pillitteri                 |
| Milano - Pavia                                | Partito Socialista Italiano                   | Rossella Artioli                     |
| Milano - Pavia                                | Partito Repubblicano Italiano                 | Antonio Del Pennino                  |
| Milano - Pavia                                | Partito Repubblicano Italiano                 | Vittorio Olcese                      |
| Milano - Pavia                                | Partito Repubblicano Italiano                 | Gerolamo Pellicanò                   |
| Milano - Pavia                                | Partito Repubblicano Italiano                 | Alberto Arbasino                     |
| Milano - Pavia                                | Movimento Sociale Italiano - Destra Nazionale | Tomaso Staiti di Cuddia delle Chiuse |
| Milano - Pavia                                | Movimento Sociale Italiano - Destra Nazionale | Franco Servello                      |
| Milano - Pavia                                | Movimento Sociale Italiano - Destra Nazionale | Cristiana Muscardini                 |
| Milano - Pavia                                | Partito Liberale Italiano                     | Egidio Sterpa                        |
| Milano - Pavia                                | Partito Liberale Italiano                     | Antonio Baslini                      |
| Milano - Pavia                                | Partito Socialista Democratico Italiano       | Renato Massari                       |
| Milano - Pavia                                | Partito Socialista Democratico Italiano       | Enrico Rizzi                         |
| Milano - Pavia                                | Partito Radicale                              | Marco Pannella                       |
| Milano - Pavia                                | Partito Radicale                              | Toni Negri                           |
| Milano - Pavia                                | Democrazia Proletaria                         | Massimo Gorla                        |
| Milano - Pavia                                | Democrazia Proletaria                         | Guido Pollice                        |
| Como - Sondrio - Varese                       | Democrazia Cristiana                          | Giuseppe Zamberletti                 |
| Como - Sondrio - Varese                       | Democrazia Cristiana                          | Paolo Caccia                         |
| Como - Sondrio - Varese                       | Democrazia Cristiana                          | Costante Portatadino                 |
| Como - Sondrio - Varese                       | Democrazia Cristiana                          | Paolo Moro                           |
| Como - Sondrio - Varese                       | Democrazia Cristiana                          | Francesco Casati                     |
| Como - Sondrio - Varese                       | Democrazia Cristiana                          | Stefano Rossattini                   |
| Como - Sondrio - Varese                       | Democrazia Cristiana                          | Carlo Senaldi                        |
| Como - Sondrio - Varese                       | Democrazia Cristiana                          | Italo Briccola                       |
| Como - Sondrio - Varese                       | Partito Comunista Italiano                    | Guido Alborghetti                    |
| Como - Sondrio - Varese                       | Partito Comunista Italiano                    | Ivanne Trebbi                        |
| Como - Sondrio - Varese                       | Partito Comunista Italiano                    | Giuseppe Gatti                       |
| Como - Sondrio - Varese                       | Partito Comunista Italiano                    | Gianfranco Tagliabue                 |
| Como - Sondrio - Varese                       | Partito Comunista Italiano                    | Licia Badesi Polverini               |
| Como - Sondrio - Varese                       | Partito Socialista Italiano                   | Francesco Forte                      |
| Como - Sondrio - Varese                       | Partito Socialista Italiano                   | Marte Ferrari                        |
| Como - Sondrio - Varese                       | Partito Repubblicano Italiano                 | Giorgio Medri                        |
| Como - Sondrio - Varese                       | Movimento Sociale Italiano - Destra Nazionale | Giovanni Pellegatta                  |
| Como - Sondrio - Varese                       | Partito Socialista Democratico Italiano       | Giovanni Cuojati                     |
| Como - Sondrio - Varese                       | Partito Liberale Italiano                     | Pietro Serrentino                    |
| Como - Sondrio - Varese                       | Partito Radicale                              | Marcello Crivellini                  |
| Brescia - Bergamo                             | Democrazia Cristiana                          | Filippo Maria Pandolfi               |
| Brescia - Bergamo                             | Democrazia Cristiana                          | Mino Martinazzoli                    |
| Brescia - Bergamo                             | Democrazia Cristiana                          | Severino Citaristi                   |
| Brescia - Bergamo                             | Democrazia Cristiana                          | Vittoria Quarenghi                   |
| Brescia - Bergamo                             | Democrazia Cristiana                          | Renato Ravasio                       |
| Brescia - Bergamo                             | Democrazia Cristiana                          | Giacomo Rosini                       |
| Brescia - Bergamo                             | Democrazia Cristiana                          | Tarcisio Gitti                       |
| Brescia - Bergamo                             | Democrazia Cristiana                          | Francesco Lussignoli                 |
| Brescia - Bergamo                             | Democrazia Cristiana                          | Gilberto Bonalumi                    |
| Brescia - Bergamo                             | Democrazia Cristiana                          | Andrea Bonetti                       |
| Brescia - Bergamo                             | Partito Comunista Italiano                    | Ettore Masina                        |
| Brescia - Bergamo                             | Partito Comunista Italiano                    | Giuseppe Crippa                      |
| Brescia - Bergamo                             | Partito Comunista Italiano                    | Francesco Loda                       |
| Brescia - Bergamo                             | Partito Comunista Italiano                    | Piera Bonetti Mattinzoli             |
| Brescia - Bergamo                             | Partito Comunista Italiano                    | Valentina Lanfranchi Cordioli        |
| Brescia - Bergamo                             | Partito Socialista Italiano                   | Vincenzo Balzamo                     |
| Brescia - Bergamo                             | Partito Socialista Italiano                   | Guido Alberini                       |
| Brescia - Bergamo                             | Partito Repubblicano Italiano                 | Guglielmo Castagnetti                |
| Brescia - Bergamo                             | Movimento Sociale Italiano - Destra Nazionale | Mirko Tremaglia                      |
| Brescia - Bergamo                             | Partito Socialista Democratico Italiano       | Bruno Corti                          |
| Brescia - Bergamo                             | Partito Liberale Italiano                     | Giuseppe Facchetti                   |
| Brescia - Bergamo                             | Partito Radicale                              | Gianluigi Melega                     |
| Brescia - Bergamo                             | Democrazia Proletaria                         | Edo Ronchi                           |
| Mantova - Cremona                             | Partito Comunista Italiano                    | Luigi Benevelli                      |
| Mantova - Cremona                             | Partito Comunista Italiano                    | Giuliano Gradi                       |
| Mantova - Cremona                             | Partito Comunista Italiano                    | Paolo Zanini                         |
| Mantova - Cremona                             | Democrazia Cristiana                          | Bruno Vincenzi                       |
| Mantova - Cremona                             | Democrazia Cristiana                          | Antonino Zaniboni                    |
| Mantova - Cremona                             | Democrazia Cristiana                          | Silvestro Ferrari                    |
| Mantova - Cremona                             | Partito Socialista Italiano                   | Claudio Martelli                     |
| Trento - Bolzano                              | Südtiroler Volkspartei                        | Roland Riz                           |
| Trento - Bolzano                              | Südtiroler Volkspartei                        | Johann Hans Benedikter               |
| Trento - Bolzano                              | Südtiroler Volkspartei                        | Michl Ebner                          |
| Trento - Bolzano                              | Democrazia Cristiana                          | Flaminio Piccoli                     |
| Trento - Bolzano                              | Democrazia Cristiana                          | Valentino Pasqualin                  |
| Trento - Bolzano                              | Democrazia Cristiana                          | Luciano Azzolini                     |
| Trento - Bolzano                              | Partito Comunista Italiano                    | Biagio Virgili                       |
| Trento - Bolzano                              | Partito Socialista Italiano                   | Mario Raffaelli                      |
| Verona - Padova - Vicenza - Rovigo            | Democrazia Cristiana                          | Carlo Fracanzani                     |
| Verona - Padova - Vicenza - Rovigo            | Democrazia Cristiana                          | Amedeo Zampieri                      |
| Verona - Padova - Vicenza - Rovigo            | Democrazia Cristiana                          | Giuseppe Zuech                       |
| Verona - Padova - Vicenza - Rovigo            | Democrazia Cristiana                          | Giovanni Angelo Fontana              |
| Verona - Padova - Vicenza - Rovigo            | Democrazia Cristiana                          | Mario Dal Castello                   |
| Verona - Padova - Vicenza - Rovigo            | Democrazia Cristiana                          | Luciano Righi                        |
| Verona - Padova - Vicenza - Rovigo            | Democrazia Cristiana                          | Gian Mario Pellizzari                |
| Verona - Padova - Vicenza - Rovigo            | Democrazia Cristiana                          | Alberto Rossi                        |
| Verona - Padova - Vicenza - Rovigo            | Democrazia Cristiana                          | Gastone Savio                        |
| Verona - Padova - Vicenza - Rovigo            | Democrazia Cristiana                          | Beniamino Brocca                     |
| Verona - Padova - Vicenza - Rovigo            | Democrazia Cristiana                          | Giuseppe Dal Maso                    |
| Verona - Padova - Vicenza - Rovigo            | Democrazia Cristiana                          | Gioacchino Meneghetti                |
| Verona - Padova - Vicenza - Rovigo            | Democrazia Cristiana                          | Giuseppe Saretta                     |
| Verona - Padova - Vicenza - Rovigo            | Democrazia Cristiana                          | Giuliano Zoso                        |
| Verona - Padova - Vicenza - Rovigo            | Partito Comunista Italiano                    | Rino Serri                           |
| Verona - Padova - Vicenza - Rovigo            | Partito Comunista Italiano                    | Lucia Cominato                       |
| Verona - Padova - Vicenza - Rovigo            | Partito Comunista Italiano                    | Ermenegildo Palmieri                 |
| Verona - Padova - Vicenza - Rovigo            | Partito Comunista Italiano                    | Fulvio Palopoli                      |
| Verona - Padova - Vicenza - Rovigo            | Partito Comunista Italiano                    | Gian Gaetano Poli                    |
| Verona - Padova - Vicenza - Rovigo            | Partito Socialista Italiano                   | Angelo Gaetano Cresco                |
| Verona - Padova - Vicenza - Rovigo            | Partito Socialista Italiano                   | Laura Fincato                        |
| Verona - Padova - Vicenza - Rovigo            | Partito Socialista Italiano                   | Antonio Testa                        |
| Verona - Padova - Vicenza - Rovigo            | Partito Repubblicano Italiano                 | Adolfo Battaglia                     |
| Verona - Padova - Vicenza - Rovigo            | Movimento Sociale Italiano - Destra Nazionale | Franco Franchi                       |
| Verona - Padova - Vicenza - Rovigo            | Liga Veneta                                   | Achille Tramarin                     |
| Verona - Padova - Vicenza - Rovigo            | Partito Socialista Democratico Italiano       | Emilio De Rose                       |
| Verona - Padova - Vicenza - Rovigo            | Partito Liberale Italiano                     | Giorgio Ferrari                      |
| Verona - Padova - Vicenza - Rovigo            | Partito Radicale                              | Adelaide Aglietta                    |
| Verona - Padova - Vicenza - Rovigo            | Democrazia Proletaria                         | Gianni Tamino                        |
| Venezia - Treviso                             | Democrazia Cristiana                          | Tina Anselmi                         |
| Venezia - Treviso                             | Democrazia Cristiana                          | Piergiovanni Malvestio               |
| Venezia - Treviso                             | Democrazia Cristiana                          | Lino Armellin                        |
| Venezia - Treviso                             | Democrazia Cristiana                          | Marino Corder                        |
| Venezia - Treviso                             | Democrazia Cristiana                          | Gianfranco Rocelli                   |
| Venezia - Treviso                             | Democrazia Cristiana                          | Bruno Zambon                         |
| Venezia - Treviso                             | Democrazia Cristiana                          | Luciano Falcier                      |
| Venezia - Treviso                             | Partito Comunista Italiano                    | Lucio Strumendo                      |
| Venezia - Treviso                             | Partito Comunista Italiano                    | Vincenzo Visco                       |
| Venezia - Treviso                             | Partito Comunista Italiano                    | Enrico Marrucci                      |
| Venezia - Treviso                             | Partito Comunista Italiano                    | Renato Donazzon                      |
| Venezia - Treviso                             | Partito Socialista Italiano                   | Gianni De Michelis                   |
| Venezia - Treviso                             | Partito Socialista Italiano                   | Maurizio Sacconi                     |
| Venezia - Treviso                             | Partito Repubblicano Italiano                 | Bruno Visentini                      |
| Venezia - Treviso                             | Movimento Sociale Italiano - Destra Nazionale | Giovanni Forner                      |
| Venezia - Treviso                             | Partito Socialista Democratico Italiano       | Alessandro Reggiani                  |
| Udine - Belluno - Gorizia - Pordenone         | Democrazia Cristiana                          | Giorgio Santuz                       |
| Udine - Belluno - Gorizia - Pordenone         | Democrazia Cristiana                          | Mario Fioret                         |
| Udine - Belluno - Gorizia - Pordenone         | Democrazia Cristiana                          | Gianfranco Orsini                    |
| Udine - Belluno - Gorizia - Pordenone         | Democrazia Cristiana                          | Luciano Rebulla                      |
| Udine - Belluno - Gorizia - Pordenone         | Democrazia Cristiana                          | Piergiorgio Bressani                 |
| Udine - Belluno - Gorizia - Pordenone         | Democrazia Cristiana                          | Alfredo Comis                        |
| Udine - Belluno - Gorizia - Pordenone         | Partito Comunista Italiano                    | Arnaldo Baracetti                    |
| Udine - Belluno - Gorizia - Pordenone         | Partito Comunista Italiano                    | Isaia Gasparotto                     |
| Udine - Belluno - Gorizia - Pordenone         | Partito Comunista Italiano                    | Gianugo Polesello                    |
| Udine - Belluno - Gorizia - Pordenone         | Partito Socialista Italiano                   | Loris Fortuna                        |
| Udine - Belluno - Gorizia - Pordenone         | Partito Socialista Italiano                   | Francesco De Carli                   |
| Udine - Belluno - Gorizia - Pordenone         | Partito Socialista Democratico Italiano       | Martino Scovacricchi                 |
| Udine - Belluno - Gorizia - Pordenone         | Partito Repubblicano Italiano                 | Carlo Di Re                          |
| Udine - Belluno - Gorizia - Pordenone         | Movimento Sociale Italiano - Destra Nazionale | Ferruccio De Michieli Vitturi        |
| Bologna - Ferrara - Ravenna - Forlì           | Partito Comunista Italiano                    | Renato Zangheri                      |
| Bologna - Ferrara - Ravenna - Forlì           | Partito Comunista Italiano                    | Giulio Bellini                       |
| Bologna - Ferrara - Ravenna - Forlì           | Partito Comunista Italiano                    | Antonio Rubbi                        |
| Bologna - Ferrara - Ravenna - Forlì           | Partito Comunista Italiano                    | Armando Sarti                        |
| Bologna - Ferrara - Ravenna - Forlì           | Partito Comunista Italiano                    | Adriana Lodi Faustini Fustini        |
| Bologna - Ferrara - Ravenna - Forlì           | Partito Comunista Italiano                    | Augusto Antonio Barbera              |
| Bologna - Ferrara - Ravenna - Forlì           | Partito Comunista Italiano                    | Giovanna Filippini                   |
| Bologna - Ferrara - Ravenna - Forlì           | Partito Comunista Italiano                    | Enrico Gualandi                      |
| Bologna - Ferrara - Ravenna - Forlì           | Partito Comunista Italiano                    | Giovanna Bosi Maramotti              |
| Bologna - Ferrara - Ravenna - Forlì           | Partito Comunista Italiano                    | Giovanni Giadresco                   |
| Bologna - Ferrara - Ravenna - Forlì           | Partito Comunista Italiano                    | Mauro Olivi                          |
| Bologna - Ferrara - Ravenna - Forlì           | Partito Comunista Italiano                    | Angelo Satanassi                     |
| Bologna - Ferrara - Ravenna - Forlì           | Partito Comunista Italiano                    | Giancarla Codrignani                 |
| Bologna - Ferrara - Ravenna - Forlì           | Democrazia Cristiana                          | Nicola Sanese                        |
| Bologna - Ferrara - Ravenna - Forlì           | Democrazia Cristiana                          | Beniamino Andreatta                  |
| Bologna - Ferrara - Ravenna - Forlì           | Democrazia Cristiana                          | Pier Ferdinando Casini               |
| Bologna - Ferrara - Ravenna - Forlì           | Democrazia Cristiana                          | Giancarlo Tesini                     |
| Bologna - Ferrara - Ravenna - Forlì           | Democrazia Cristiana                          | Nino Cristofori                      |
| Bologna - Ferrara - Ravenna - Forlì           | Partito Socialista Italiano                   | Renzo Santini                        |
| Bologna - Ferrara - Ravenna - Forlì           | Partito Socialista Italiano                   | Franco Piro                          |
| Bologna - Ferrara - Ravenna - Forlì           | Partito Repubblicano Italiano                 | Oddo Biasini                         |
| Bologna - Ferrara - Ravenna - Forlì           | Partito Repubblicano Italiano                 | Gianni Ravaglia                      |
| Bologna - Ferrara - Ravenna - Forlì           | Movimento Sociale Italiano - Destra Nazionale | Filippo Berselli                     |
| Bologna - Ferrara - Ravenna - Forlì           | Partito Socialista Democratico Italiano       | Luigi Preti                          |
| Bologna - Ferrara - Ravenna - Forlì           | Partito Liberale Italiano                     | Antonio Patuelli                     |
| Bologna - Ferrara - Ravenna - Forlì           | Partito Radicale                              | Gianfranco Spadaccia                 |
| Parma - Modena - Piacenza - Reggio Emilia     | Partito Comunista Italiano                    | Nilde Iotti                          |
| Parma - Modena - Piacenza - Reggio Emilia     | Partito Comunista Italiano                    | Luciano Guerzoni                     |
| Parma - Modena - Piacenza - Reggio Emilia     | Partito Comunista Italiano                    | Felice Trabacchi                     |
| Parma - Modena - Piacenza - Reggio Emilia     | Partito Comunista Italiano                    | Antonio Bernardi                     |
| Parma - Modena - Piacenza - Reggio Emilia     | Partito Comunista Italiano                    | Nanda Montanari Fornari              |
| Parma - Modena - Piacenza - Reggio Emilia     | Partito Comunista Italiano                    | Rubes Triva                          |
| Parma - Modena - Piacenza - Reggio Emilia     | Partito Comunista Italiano                    | Anna Mainardi Fava                   |
| Parma - Modena - Piacenza - Reggio Emilia     | Partito Comunista Italiano                    | Maria Teresa Granati Caruso          |
| Parma - Modena - Piacenza - Reggio Emilia     | Partito Comunista Italiano                    | Fausto Bocchi                        |
| Parma - Modena - Piacenza - Reggio Emilia     | Partito Comunista Italiano                    | Massimo Serafini                     |
| Parma - Modena - Piacenza - Reggio Emilia     | Democrazia Cristiana                          | Franco Bortolani                     |
| Parma - Modena - Piacenza - Reggio Emilia     | Democrazia Cristiana                          | Giampaolo Mora                       |
| Parma - Modena - Piacenza - Reggio Emilia     | Democrazia Cristiana                          | Franco Bonferroni                    |
| Parma - Modena - Piacenza - Reggio Emilia     | Democrazia Cristiana                          | Andrea Borri                         |
| Parma - Modena - Piacenza - Reggio Emilia     | Democrazia Cristiana                          | Franco Bonferroni                    |
| Parma - Modena - Piacenza - Reggio Emilia     | Democrazia Cristiana                          | Giovanni Carlo Bianchini             |
| Parma - Modena - Piacenza - Reggio Emilia     | Partito Socialista Italiano                   | Giulio Ferrarini                     |
| Parma - Modena - Piacenza - Reggio Emilia     | Partito Socialista Italiano                   | Luigi Dino Felisetti                 |
| Parma - Modena - Piacenza - Reggio Emilia     | Partito Socialista Democratico Italiano       | Giuseppe Amadei                      |
| Parma - Modena - Piacenza - Reggio Emilia     | Partito Repubblicano Italiano                 | Mario Monducci                       |
| Parma - Modena - Piacenza - Reggio Emilia     | Movimento Sociale Italiano - Destra Nazionale | Carlo Tassi                          |
| Firenze - Pistoia                             | Partito Comunista Italiano                    | Adriana Fabbri Seroni                |
| Firenze - Pistoia                             | Partito Comunista Italiano                    | Elio Gabbuggiani                     |
| Firenze - Pistoia                             | Partito Comunista Italiano                    | Maria Teresa Capecchi                |
| Firenze - Pistoia                             | Partito Comunista Italiano                    | Riccardo Bruzzani                    |
| Firenze - Pistoia                             | Partito Comunista Italiano                    | Rosanna Minozzi                      |
| Firenze - Pistoia                             | Partito Comunista Italiano                    | Orlando Fabbri                       |
| Firenze - Pistoia                             | Partito Comunista Italiano                    | Novello Pallanti                     |
| Firenze - Pistoia                             | Partito Comunista Italiano                    | Gianluca Cerrina Feroni              |
| Firenze - Pistoia                             | Partito Comunista Italiano                    | Pierluigi Onorato                    |
| Firenze - Pistoia                             | Democrazia Cristiana                          | Carlo Casini                         |
| Firenze - Pistoia                             | Democrazia Cristiana                          | Tommaso Bisagno                      |
| Firenze - Pistoia                             | Democrazia Cristiana                          | Claudio Pontello                     |
| Firenze - Pistoia                             | Democrazia Cristiana                          | Bruno Stegagnini                     |
| Firenze - Pistoia                             | Partito Socialista Italiano                   | Lelio Lagorio                        |
| Firenze - Pistoia                             | Partito Socialista Italiano                   | Ottaviano Colzi                      |
| Firenze - Pistoia                             | Partito Repubblicano Italiano                 | Roberto Barontini                    |
| Pisa - Livorno - Lucca - Massa-Carrara        | Partito Comunista Italiano                    | Edda Fagni                           |
| Pisa - Livorno - Lucca - Massa-Carrara        | Partito Comunista Italiano                    | Enzo Polidori                        |
| Pisa - Livorno - Lucca - Massa-Carrara        | Partito Comunista Italiano                    | Luigi Bulleri                        |
| Pisa - Livorno - Lucca - Massa-Carrara        | Partito Comunista Italiano                    | Milziade Caprili                     |
| Pisa - Livorno - Lucca - Massa-Carrara        | Partito Comunista Italiano                    | Adelmo Riccardi                      |
| Pisa - Livorno - Lucca - Massa-Carrara        | Partito Comunista Italiano                    | Renzo Moschini                       |
| Pisa - Livorno - Lucca - Massa-Carrara        | Partito Comunista Italiano                    | Sergio Dardini                       |
| Pisa - Livorno - Lucca - Massa-Carrara        | Democrazia Cristiana                          | Pino Lucchesi                        |
| Pisa - Livorno - Lucca - Massa-Carrara        | Democrazia Cristiana                          | Piero Angelini                       |
| Pisa - Livorno - Lucca - Massa-Carrara        | Democrazia Cristiana                          | Nello Balestracci                    |
| Pisa - Livorno - Lucca - Massa-Carrara        | Democrazia Cristiana                          | Moreno Bambi                         |
| Pisa - Livorno - Lucca - Massa-Carrara        | Partito Socialista Italiano                   | Valdo Spini                          |
| Pisa - Livorno - Lucca - Massa-Carrara        | Partito Socialista Italiano                   | Silvano Labriola                     |
| Pisa - Livorno - Lucca - Massa-Carrara        | Partito Repubblicano Italiano                 | Giorgio Da Mommio                    |
| Pisa - Livorno - Lucca - Massa-Carrara        | Movimento Sociale Italiano - Destra Nazionale | Altero Matteoli                      |
| Siena - Arezzo - Grosseto                     | Partito Comunista Italiano                    | Adalberto Minucci                    |
| Siena - Arezzo - Grosseto                     | Partito Comunista Italiano                    | Nedo Barzanti                        |
| Siena - Arezzo - Grosseto                     | Partito Comunista Italiano                    | Eriase Belardi Merlo                 |
| Siena - Arezzo - Grosseto                     | Partito Comunista Italiano                    | Livio Boncompagni                    |
| Siena - Arezzo - Grosseto                     | Partito Comunista Italiano                    | Vasco Calonaci                       |
| Siena - Arezzo - Grosseto                     | Democrazia Cristiana                          | Giuseppe Fornasari                   |
| Siena - Arezzo - Grosseto                     | Democrazia Cristiana                          | Umberto Corsi                        |
| Siena - Arezzo - Grosseto                     | Democrazia Cristiana                          | Roberto Franchi                      |
| Siena - Arezzo - Grosseto                     | Partito Socialista Italiano                   | Mauro Seppia                         |
| Ancona - Pesaro - Macerata - Ascoli Piceno    | Partito Comunista Italiano                    | Luciano Barca                        |
| Ancona - Pesaro - Macerata - Ascoli Piceno    | Partito Comunista Italiano                    | Malgari Amadei Ferretti              |
| Ancona - Pesaro - Macerata - Ascoli Piceno    | Partito Comunista Italiano                    | Lamberto Martellotti                 |
| Ancona - Pesaro - Macerata - Ascoli Piceno    | Partito Comunista Italiano                    | Guido Ianni                          |
| Ancona - Pesaro - Macerata - Ascoli Piceno    | Partito Comunista Italiano                    | Vanda Dignani Grimaldi               |
| Ancona - Pesaro - Macerata - Ascoli Piceno    | Partito Comunista Italiano                    | Rosella Palmini Lattanzi             |
| Ancona - Pesaro - Macerata - Ascoli Piceno    | Partito Comunista Italiano                    | Paolo Guerrini                       |
| Ancona - Pesaro - Macerata - Ascoli Piceno    | Democrazia Cristiana                          | Arnaldo Forlani                      |
| Ancona - Pesaro - Macerata - Ascoli Piceno    | Democrazia Cristiana                          | Francesco Merloni                    |
| Ancona - Pesaro - Macerata - Ascoli Piceno    | Democrazia Cristiana                          | Luigi Rinaldi                        |
| Ancona - Pesaro - Macerata - Ascoli Piceno    | Democrazia Cristiana                          | Franco Foschi                        |
| Ancona - Pesaro - Macerata - Ascoli Piceno    | Democrazia Cristiana                          | Adriano Ciaffi                       |
| Ancona - Pesaro - Macerata - Ascoli Piceno    | Democrazia Cristiana                          | Giuliano Silvestri                   |
| Ancona - Pesaro - Macerata - Ascoli Piceno    | Partito Socialista Italiano                   | Angelo Tiraboschi                    |
| Ancona - Pesaro - Macerata - Ascoli Piceno    | Partito Socialista Italiano                   | Franco Trappoli                      |
| Ancona - Pesaro - Macerata - Ascoli Piceno    | Movimento Sociale Italiano - Destra Nazionale | Giuseppe Rubinacci                   |
| Ancona - Pesaro - Macerata - Ascoli Piceno    | Partito Repubblicano Italiano                 | Enrico Ermelli Cupelli               |
| Perugia - Terni - Rieti                       | Partito Comunista Italiano                    | Pietro Ingrao                        |
| Perugia - Terni - Rieti                       | Partito Comunista Italiano                    | Pietro Conti                         |
| Perugia - Terni - Rieti                       | Partito Comunista Italiano                    | Alberto Provantini                   |
| Perugia - Terni - Rieti                       | Partito Comunista Italiano                    | Alba Scaramucci Guaitini             |
| Perugia - Terni - Rieti                       | Partito Comunista Italiano                    | Franco Proietti                      |
| Perugia - Terni - Rieti                       | Democrazia Cristiana                          | Filippo Micheli                      |
| Perugia - Terni - Rieti                       | Democrazia Cristiana                          | Luciano Radi                         |
| Perugia - Terni - Rieti                       | Democrazia Cristiana                          | Franco Maria Malfatti                |
| Perugia - Terni - Rieti                       | Partito Socialista Italiano                   | Enrico Manca                         |
| Perugia - Terni - Rieti                       | Movimento Sociale Italiano - Destra Nazionale | Renato Alpini                        |
| Roma - Viterbo - Latina - Frosinone           | Democrazia Cristiana                          | Giulio Andreotti                     |
| Roma - Viterbo - Latina - Frosinone           | Democrazia Cristiana                          | Clelio Darida                        |
| Roma - Viterbo - Latina - Frosinone           | Democrazia Cristiana                          | Amerigo Petrucci                     |
| Roma - Viterbo - Latina - Frosinone           | Democrazia Cristiana                          | Publio Fiori                         |
| Roma - Viterbo - Latina - Frosinone           | Democrazia Cristiana                          | Franco Fausti                        |
| Roma - Viterbo - Latina - Frosinone           | Democrazia Cristiana                          | Giovanni Galloni                     |
| Roma - Viterbo - Latina - Frosinone           | Democrazia Cristiana                          | Rolando Rocchi                       |
| Roma - Viterbo - Latina - Frosinone           | Democrazia Cristiana                          | Francesco Bruni                      |
| Roma - Viterbo - Latina - Frosinone           | Democrazia Cristiana                          | Bartolo Ciccardini                   |
| Roma - Viterbo - Latina - Frosinone           | Democrazia Cristiana                          | Mauro Bubbico                        |
| Roma - Viterbo - Latina - Frosinone           | Democrazia Cristiana                          | Guido Bernardi                       |
| Roma - Viterbo - Latina - Frosinone           | Democrazia Cristiana                          | Carlo Merolli                        |
| Roma - Viterbo - Latina - Frosinone           | Democrazia Cristiana                          | Angelo Picano                        |
| Roma - Viterbo - Latina - Frosinone           | Democrazia Cristiana                          | Rodolfo Carelli                      |
| Roma - Viterbo - Latina - Frosinone           | Democrazia Cristiana                          | Paolo Cabras                         |
| Roma - Viterbo - Latina - Frosinone           | Democrazia Cristiana                          | Italo Becchetti                      |
| Roma - Viterbo - Latina - Frosinone           | Democrazia Cristiana                          | Benito Cazora                        |
| Roma - Viterbo - Latina - Frosinone           | Partito Comunista Italiano                    | Enrico Berlinguer                    |
| Roma - Viterbo - Latina - Frosinone           | Partito Comunista Italiano                    | Renato Nicolini                      |
| Roma - Viterbo - Latina - Frosinone           | Partito Comunista Italiano                    | Famiano Crucianelli                  |
| Roma - Viterbo - Latina - Frosinone           | Partito Comunista Italiano                    | Silvio Antonellis                    |
| Roma - Viterbo - Latina - Frosinone           | Partito Comunista Italiano                    | Lelio Grassucci                      |
| Roma - Viterbo - Latina - Frosinone           | Partito Comunista Italiano                    | Andrea Barbato                       |
| Roma - Viterbo - Latina - Frosinone           | Partito Comunista Italiano                    | Leda Colombini                       |
| Roma - Viterbo - Latina - Frosinone           | Partito Comunista Italiano                    | Paolo Emilio Ciofi degli Atti        |
| Roma - Viterbo - Latina - Frosinone           | Partito Comunista Italiano                    | Mario Pochetti                       |
| Roma - Viterbo - Latina - Frosinone           | Partito Comunista Italiano                    | Santino Picchetti                    |
| Roma - Viterbo - Latina - Frosinone           | Partito Comunista Italiano                    | Francesco Sapio                      |
| Roma - Viterbo - Latina - Frosinone           | Partito Comunista Italiano                    | Elio Giovannini                      |
| Roma - Viterbo - Latina - Frosinone           | Partito Comunista Italiano                    | Franco Ferri                         |
| Roma - Viterbo - Latina - Frosinone           | Partito Comunista Italiano                    | Silverio Corvisieri                  |
| Roma - Viterbo - Latina - Frosinone           | Partito Comunista Italiano                    | Leo Canullo                          |
| Roma - Viterbo - Latina - Frosinone           | Partito Comunista Italiano                    | Angela Giovagnoli Sposetti           |
| Roma - Viterbo - Latina - Frosinone           | Partito Socialista Italiano                   | Nino Marianetti                      |
| Roma - Viterbo - Latina - Frosinone           | Partito Socialista Italiano                   | Paris Dell'Unto                      |
| Roma - Viterbo - Latina - Frosinone           | Partito Socialista Italiano                   | Nino Marianetti                      |
| Roma - Viterbo - Latina - Frosinone           | Partito Socialista Italiano                   | Giulio Santarelli                    |
| Roma - Viterbo - Latina - Frosinone           | Partito Socialista Italiano                   | Giampaolo Sodano                     |
| Roma - Viterbo - Latina - Frosinone           | Partito Socialista Italiano                   | Gabriele Piermartini                 |
| Roma - Viterbo - Latina - Frosinone           | Movimento Sociale Italiano - Destra Nazionale | Pino Rauti                           |
| Roma - Viterbo - Latina - Frosinone           | Movimento Sociale Italiano - Destra Nazionale | Giulio Caradonna                     |
| Roma - Viterbo - Latina - Frosinone           | Movimento Sociale Italiano - Destra Nazionale | Vito Miceli                          |
| Roma - Viterbo - Latina - Frosinone           | Movimento Sociale Italiano - Destra Nazionale | Giulio Maceratini                    |
| Roma - Viterbo - Latina - Frosinone           | Movimento Sociale Italiano - Destra Nazionale | Gianfranco Fini                      |
| Roma - Viterbo - Latina - Frosinone           | Partito Repubblicano Italiano                 | Oscar Mammì                          |
| Roma - Viterbo - Latina - Frosinone           | Partito Repubblicano Italiano                 | Mauro Dutto                          |
| Roma - Viterbo - Latina - Frosinone           | Partito Repubblicano Italiano                 | Mario Di Bartolomei                  |
| Roma - Viterbo - Latina - Frosinone           | Partito Socialista Democratico Italiano       | Pietro Longo                         |
| Roma - Viterbo - Latina - Frosinone           | Partito Socialista Democratico Italiano       | Silvano Costi                        |
| Roma - Viterbo - Latina - Frosinone           | Partito Radicale                              | Massimo Teodori                      |
| Roma - Viterbo - Latina - Frosinone           | Partito Radicale                              | Francesco Rutelli                    |
| Roma - Viterbo - Latina - Frosinone           | Partito Liberale Italiano                     | Aldo Bozzi                           |
| Roma - Viterbo - Latina - Frosinone           | Partito Liberale Italiano                     | Paolo Battistuzzi                    |
| Roma - Viterbo - Latina - Frosinone           | Democrazia Proletaria                         | Franco Russo                         |
| L'Aquila - Pescara - Chieti - Teramo          | Democrazia Cristiana                          | Remo Gaspari                         |
| L'Aquila - Pescara - Chieti - Teramo          | Democrazia Cristiana                          | Anna Nenna D'Antonio                 |
| L'Aquila - Pescara - Chieti - Teramo          | Democrazia Cristiana                          | Romeo Ricciuti                       |
| L'Aquila - Pescara - Chieti - Teramo          | Democrazia Cristiana                          | Vitale Artese                        |
| L'Aquila - Pescara - Chieti - Teramo          | Democrazia Cristiana                          | Antonio Tancredi                     |
| L'Aquila - Pescara - Chieti - Teramo          | Democrazia Cristiana                          | Alberto Aiardi                       |
| L'Aquila - Pescara - Chieti - Teramo          | Democrazia Cristiana                          | Giuseppe Quieti                      |
| L'Aquila - Pescara - Chieti - Teramo          | Partito Comunista Italiano                    | Luigi Sandirocco                     |
| L'Aquila - Pescara - Chieti - Teramo          | Partito Comunista Italiano                    | Arnaldo Di Giovanni                  |
| L'Aquila - Pescara - Chieti - Teramo          | Partito Comunista Italiano                    | Antonio Ciancio                      |
| L'Aquila - Pescara - Chieti - Teramo          | Partito Comunista Italiano                    | Bernardino Alvaro Jovannitti         |
| L'Aquila - Pescara - Chieti - Teramo          | Partito Comunista Italiano                    | Michele Ciafardini                   |
| L'Aquila - Pescara - Chieti - Teramo          | Partito Socialista Italiano                   | Domenico Susi                        |
| L'Aquila - Pescara - Chieti - Teramo          | Movimento Sociale Italiano - Destra Nazionale | Nino Sospiri                         |
| Campobasso - Isernia                          | Democrazia Cristiana                          | Florindo D'Aimmo                     |
| Campobasso - Isernia                          | Democrazia Cristiana                          | Girolamo La Penna                    |
| Campobasso - Isernia                          | Democrazia Cristiana                          | Giacomo Sedati                       |
| Campobasso - Isernia                          | Partito Comunista Italiano                    | Edilio Petrocelli                    |
| Napoli - Caserta                              | Democrazia Cristiana                          | Vincenzo Scotti                      |
| Napoli - Caserta                              | Democrazia Cristiana                          | Antonio Gava                         |
| Napoli - Caserta                              | Democrazia Cristiana                          | Paolo Cirino Pomicino                |
| Napoli - Caserta                              | Democrazia Cristiana                          | Arcangelo Lobianco                   |
| Napoli - Caserta                              | Democrazia Cristiana                          | Carmine Mensorio                     |
| Napoli - Caserta                              | Democrazia Cristiana                          | Antonio Ventre                       |
| Napoli - Caserta                              | Democrazia Cristiana                          | Manfredi Bosco                       |
| Napoli - Caserta                              | Democrazia Cristiana                          | Raffaele Russo                       |
| Napoli - Caserta                              | Democrazia Cristiana                          | Ugo Grippo                           |
| Napoli - Caserta                              | Democrazia Cristiana                          | Michele Viscardi                     |
| Napoli - Caserta                              | Democrazia Cristiana                          | Vincenzo Mancini                     |
| Napoli - Caserta                              | Democrazia Cristiana                          | Giuseppe Andreoli                    |
| Napoli - Caserta                              | Democrazia Cristiana                          | Baldassarre Armato                   |
| Napoli - Caserta                              | Democrazia Cristiana                          | Mauro Ianniello                      |
| Napoli - Caserta                              | Partito Comunista Italiano                    | Giorgio Napolitano                   |
| Napoli - Caserta                              | Partito Comunista Italiano                    | Andrea Geremicca                     |
| Napoli - Caserta                              | Partito Comunista Italiano                    | Abdon Alinovi                        |
| Napoli - Caserta                              | Partito Comunista Italiano                    | Gustavo Minervini                    |
| Napoli - Caserta                              | Partito Comunista Italiano                    | Luca Cafiero                         |
| Napoli - Caserta                              | Partito Comunista Italiano                    | Angela Francese                      |
| Napoli - Caserta                              | Partito Comunista Italiano                    | Silvano Ridi                         |
| Napoli - Caserta                              | Partito Comunista Italiano                    | Giovanni Ferrara                     |
| Napoli - Caserta                              | Partito Comunista Italiano                    | Giuseppe Vignola                     |
| Napoli - Caserta                              | Partito Comunista Italiano                    | Edmondo Sastro                       |
| Napoli - Caserta                              | Movimento Sociale Italiano - Destra Nazionale | Giorgio Almirante                    |
| Napoli - Caserta                              | Movimento Sociale Italiano - Destra Nazionale | Angelo Manna                         |
| Napoli - Caserta                              | Movimento Sociale Italiano - Destra Nazionale | Massimo Abbatangelo                  |
| Napoli - Caserta                              | Movimento Sociale Italiano - Destra Nazionale | Antonio Parlato                      |
| Napoli - Caserta                              | Movimento Sociale Italiano - Destra Nazionale | Marcello Zanfagna                    |
| Napoli - Caserta                              | Movimento Sociale Italiano - Destra Nazionale | Antonio Mazzone                      |
| Napoli - Caserta                              | Partito Socialista Italiano                   | Bettino Craxi                        |
| Napoli - Caserta                              | Partito Socialista Italiano                   | Giulio Di Donato                     |
| Napoli - Caserta                              | Partito Socialista Italiano                   | Antonio Caldoro                      |
| Napoli - Caserta                              | Partito Socialista Italiano                   | Nicola Scaglione                     |
| Napoli - Caserta                              | Partito Socialista Italiano                   | Antonio Carpino                      |
| Napoli - Caserta                              | Partito Socialista Democratico Italiano       | Filippo Caria                        |
| Napoli - Caserta                              | Partito Socialista Democratico Italiano       | Alberto Ciampaglia                   |
| Napoli - Caserta                              | Partito Repubblicano Italiano                 | Giuseppe Galasso                     |
| Napoli - Caserta                              | Partito Liberale Italiano                     | Francesco De Lorenzo                 |
| Napoli - Caserta                              | Partito Radicale                              | Roberto Cicciomessere                |
| Napoli - Caserta                              | Democrazia Proletaria                         | Mario Capanna                        |
| Benevento - Avellino - Salerno                | Democrazia Cristiana                          | Ciriaco De Mita                      |
| Benevento - Avellino - Salerno                | Democrazia Cristiana                          | Giuseppe Gargani                     |
| Benevento - Avellino - Salerno                | Democrazia Cristiana                          | Clemente Mastella                    |
| Benevento - Avellino - Salerno                | Democrazia Cristiana                          | Gerardo Bianco                       |
| Benevento - Avellino - Salerno                | Democrazia Cristiana                          | Paolo Del Mese                       |
| Benevento - Avellino - Salerno                | Democrazia Cristiana                          | Giovanni Zarro                       |
| Benevento - Avellino - Salerno                | Democrazia Cristiana                          | Fiorentino Sullo                     |
| Benevento - Avellino - Salerno                | Democrazia Cristiana                          | Guglielmo Scarlato                   |
| Benevento - Avellino - Salerno                | Democrazia Cristiana                          | Giovanni Cobellis                    |
| Benevento - Avellino - Salerno                | Partito Comunista Italiano                    | Francesco Auleta                     |
| Benevento - Avellino - Salerno                | Partito Comunista Italiano                    | Antonio Conte                        |
| Benevento - Avellino - Salerno                | Partito Comunista Italiano                    | Flora Calvanese                      |
| Benevento - Avellino - Salerno                | Partito Comunista Italiano                    | Michele D'Ambrosio                   |
| Benevento - Avellino - Salerno                | Partito Socialista Italiano                   | Carmelo Conte                        |
| Benevento - Avellino - Salerno                | Partito Socialista Italiano                   | Francesco Tempestini                 |
| Benevento - Avellino - Salerno                | Partito Socialista Italiano                   | Francesco Curci                      |
| Benevento - Avellino - Salerno                | Movimento Sociale Italiano - Destra Nazionale | Antonio Guarra                       |
| Benevento - Avellino - Salerno                | Partito Socialista Democratico Italiano       | Paolo Correale                       |
| Bari - Foggia                                 | Democrazia Cristiana                          | Vito Lattanzio                       |
| Bari - Foggia                                 | Democrazia Cristiana                          | Nicola Vernola                       |
| Bari - Foggia                                 | Democrazia Cristiana                          | Vincenzo Sorice                      |
| Bari - Foggia                                 | Democrazia Cristiana                          | Renato Dell'Andro                    |
| Bari - Foggia                                 | Democrazia Cristiana                          | Antonio Matarrese                    |
| Bari - Foggia                                 | Democrazia Cristiana                          | Vincenzo Russo                       |
| Bari - Foggia                                 | Democrazia Cristiana                          | Giovanni Mongiello                   |
| Bari - Foggia                                 | Democrazia Cristiana                          | Francesco Cafarelli                  |
| Bari - Foggia                                 | Democrazia Cristiana                          | Giuseppe Degennaro                   |
| Bari - Foggia                                 | Partito Comunista Italiano                    | Alfredo Reichlin                     |
| Bari - Foggia                                 | Partito Comunista Italiano                    | Giuseppe Vacca                       |
| Bari - Foggia                                 | Partito Comunista Italiano                    | Adriana Ceci Bonifazi                |
| Bari - Foggia                                 | Partito Comunista Italiano                    | Severino Cannelonga                  |
| Bari - Foggia                                 | Partito Comunista Italiano                    | Giorgio Nebbia                       |
| Bari - Foggia                                 | Partito Comunista Italiano                    | Pasquale Lops                        |
| Bari - Foggia                                 | Partito Comunista Italiano                    | Rino Formica                         |
| Bari - Foggia                                 | Partito Socialista Italiano                   | Claudio Lenoci                       |
| Bari - Foggia                                 | Partito Socialista Italiano                   | Domenico Romano                      |
| Bari - Foggia                                 | Partito Socialista Italiano                   | Pasquale Diglio                      |
| Bari - Foggia                                 | Movimento Sociale Italiano - Destra Nazionale | Giuseppe Tatarella                   |
| Bari - Foggia                                 | Movimento Sociale Italiano - Destra Nazionale | Olindo Del Donno                     |
| Bari - Foggia                                 | Movimento Sociale Italiano - Destra Nazionale | Paolo Agostinacchio                  |
| Bari - Foggia                                 | Partito Socialista Democratico Italiano       | Michele Di Giesi                     |
| Bari - Foggia                                 | Partito Repubblicano Italiano                 | Michele Cifarelli                    |
| Bari - Foggia                                 | Partito Liberale Italiano                     | Savino Melillo                       |
| Lecce - Brindisi - Taranto                    | Democrazia Cristiana                          | Nicola Quarta                        |
| Lecce - Brindisi - Taranto                    | Democrazia Cristiana                          | Giuseppe Caroli                      |
| Lecce - Brindisi - Taranto                    | Democrazia Cristiana                          | Pino Leccisi                         |
| Lecce - Brindisi - Taranto                    | Democrazia Cristiana                          | Nicola Monfredi                      |
| Lecce - Brindisi - Taranto                    | Democrazia Cristiana                          | Domenico Amalfitano                  |
| Lecce - Brindisi - Taranto                    | Democrazia Cristiana                          | Luigi Memmi                          |
| Lecce - Brindisi - Taranto                    | Democrazia Cristiana                          | Salvatore Meleleo                    |
| Lecce - Brindisi - Taranto                    | Democrazia Cristiana                          | Giuseppe Zurlo                       |
| Lecce - Brindisi - Taranto                    | Partito Comunista Italiano                    | Vito Angelini                        |
| Lecce - Brindisi - Taranto                    | Partito Comunista Italiano                    | Mario Toma                           |
| Lecce - Brindisi - Taranto                    | Partito Comunista Italiano                    | Michele Graduata                     |
| Lecce - Brindisi - Taranto                    | Partito Comunista Italiano                    | Benedetto Sannella                   |
| Lecce - Brindisi - Taranto                    | Partito Comunista Italiano                    | Bianca Gelli                         |
| Lecce - Brindisi - Taranto                    | Partito Socialista Italiano                   | Claudio Signorile                    |
| Lecce - Brindisi - Taranto                    | Partito Socialista Italiano                   | Biagio Marzo                         |
| Lecce - Brindisi - Taranto                    | Partito Socialista Italiano                   | Damiano Potì                         |
| Lecce - Brindisi - Taranto                    | Movimento Sociale Italiano - Destra Nazionale | Domenico Mennitti                    |
| Lecce - Brindisi - Taranto                    | Movimento Sociale Italiano - Destra Nazionale | Adriana Poli Bortone                 |
| Lecce - Brindisi - Taranto                    | Partito Socialista Democratico Italiano       | Eugenio Sarli                        |
| Lecce - Brindisi - Taranto                    | Partito Repubblicano Italiano                 | Gaetano Gorgoni                      |
| Potenza - Matera                              | Democrazia Cristiana                          | Emilio Colombo                       |
| Potenza - Matera                              | Democrazia Cristiana                          | Angelo Sanza                         |
| Potenza - Matera                              | Democrazia Cristiana                          | Pasquale Lamorte                     |
| Potenza - Matera                              | Democrazia Cristiana                          | Vincenzo Viti                        |
| Potenza - Matera                              | Partito Comunista Italiano                    | Rocco Curcio                         |
| Potenza - Matera                              | Partito Comunista Italiano                    | Emanuele Cardinale                   |
| Potenza - Matera                              | Partito Socialista Italiano                   | Giorgio Ruffolo                      |
| Catanzaro - Cosenza - Reggio Calabria         | Democrazia Cristiana                          | Riccardo Misasi                      |
| Catanzaro - Cosenza - Reggio Calabria         | Democrazia Cristiana                          | Carmelo Pujia                        |
| Catanzaro - Cosenza - Reggio Calabria         | Democrazia Cristiana                          | Mario Tassone                        |
| Catanzaro - Cosenza - Reggio Calabria         | Democrazia Cristiana                          | Anna Maria Nucci Mauro               |
| Catanzaro - Cosenza - Reggio Calabria         | Democrazia Cristiana                          | Lodovico Ligato                      |
| Catanzaro - Cosenza - Reggio Calabria         | Democrazia Cristiana                          | Pasquale Perugini                    |
| Catanzaro - Cosenza - Reggio Calabria         | Democrazia Cristiana                          | Vito Napoli                          |
| Catanzaro - Cosenza - Reggio Calabria         | Democrazia Cristiana                          | Vincenzo Quattrone                   |
| Catanzaro - Cosenza - Reggio Calabria         | Democrazia Cristiana                          | Bruno Bosco                          |
| Catanzaro - Cosenza - Reggio Calabria         | Partito Comunista Italiano                    | Franco Ambrogio                      |
| Catanzaro - Cosenza - Reggio Calabria         | Partito Comunista Italiano                    | Stefano Rodotà                       |
| Catanzaro - Cosenza - Reggio Calabria         | Partito Comunista Italiano                    | Costantino Fittante                  |
| Catanzaro - Cosenza - Reggio Calabria         | Partito Comunista Italiano                    | Vincenzo Fantò                       |
| Catanzaro - Cosenza - Reggio Calabria         | Partito Comunista Italiano                    | Giuseppe Pierino                     |
| Catanzaro - Cosenza - Reggio Calabria         | Partito Comunista Italiano                    | Francesco Samà                       |
| Catanzaro - Cosenza - Reggio Calabria         | Partito Socialista Italiano                   | Giacomo Mancini                      |
| Catanzaro - Cosenza - Reggio Calabria         | Partito Socialista Italiano                   | Mario Casalinuovo                    |
| Catanzaro - Cosenza - Reggio Calabria         | Partito Socialista Italiano                   | Antonio Mundo                        |
| Catanzaro - Cosenza - Reggio Calabria         | Partito Socialista Italiano                   | Saverio Zavettieri                   |
| Catanzaro - Cosenza - Reggio Calabria         | Movimento Sociale Italiano - Destra Nazionale | Raffaele Valensise                   |
| Catanzaro - Cosenza - Reggio Calabria         | Movimento Sociale Italiano - Destra Nazionale | Fortunato Aloi                       |
| Catanzaro - Cosenza - Reggio Calabria         | Partito Socialista Democratico Italiano       | Costantino Belluscio                 |
| Catanzaro - Cosenza - Reggio Calabria         | Partito Repubblicano Italiano                 | Francesco Nucara                     |
| Catania - Messina - Siracusa - Ragusa - Enna  | Democrazia Cristiana                          | Antonino Drago                       |
| Catania - Messina - Siracusa - Ragusa - Enna  | Democrazia Cristiana                          | Antonino Gullotti                    |
| Catania - Messina - Siracusa - Ragusa - Enna  | Democrazia Cristiana                          | Giuseppe Astone                      |
| Catania - Messina - Siracusa - Ragusa - Enna  | Democrazia Cristiana                          | Enzo Nicotra                         |
| Catania - Messina - Siracusa - Ragusa - Enna  | Democrazia Cristiana                          | Salvatore Urso                       |
| Catania - Messina - Siracusa - Ragusa - Enna  | Democrazia Cristiana                          | Luigi Foti                           |
| Catania - Messina - Siracusa - Ragusa - Enna  | Democrazia Cristiana                          | Antonino Lombardo                    |
| Catania - Messina - Siracusa - Ragusa - Enna  | Democrazia Cristiana                          | Antonino Perrone                     |
| Catania - Messina - Siracusa - Ragusa - Enna  | Democrazia Cristiana                          | Giuseppe Azzaro                      |
| Catania - Messina - Siracusa - Ragusa - Enna  | Democrazia Cristiana                          | Giuseppe Russo                       |
| Catania - Messina - Siracusa - Ragusa - Enna  | Democrazia Cristiana                          | Concetto Lo Bello                    |
| Catania - Messina - Siracusa - Ragusa - Enna  | Partito Comunista Italiano                    | Angela Maria Bottari                 |
| Catania - Messina - Siracusa - Ragusa - Enna  | Partito Comunista Italiano                    | Giovanni Rossino                     |
| Catania - Messina - Siracusa - Ragusa - Enna  | Partito Comunista Italiano                    | Salvatore Rindone                    |
| Catania - Messina - Siracusa - Ragusa - Enna  | Partito Comunista Italiano                    | Aldo Rizzo                           |
| Catania - Messina - Siracusa - Ragusa - Enna  | Partito Comunista Italiano                    | Angelo Mancuso                       |
| Catania - Messina - Siracusa - Ragusa - Enna  | Partito Comunista Italiano                    | Salvatore Sanfilippo                 |
| Catania - Messina - Siracusa - Ragusa - Enna  | Partito Socialista Italiano                   | Nicola Capria                        |
| Catania - Messina - Siracusa - Ragusa - Enna  | Partito Socialista Italiano                   | Salvo Andò                           |
| Catania - Messina - Siracusa - Ragusa - Enna  | Partito Socialista Italiano                   | Francesco Barbalace                  |
| Catania - Messina - Siracusa - Ragusa - Enna  | Partito Socialista Italiano                   | Natale Amodeo                        |
| Catania - Messina - Siracusa - Ragusa - Enna  | Movimento Sociale Italiano - Destra Nazionale | Vincenzo Trantino                    |
| Catania - Messina - Siracusa - Ragusa - Enna  | Movimento Sociale Italiano - Destra Nazionale | Girolamo Rallo                       |
| Catania - Messina - Siracusa - Ragusa - Enna  | Movimento Sociale Italiano - Destra Nazionale | Paolo Tringali                       |
| Catania - Messina - Siracusa - Ragusa - Enna  | Partito Repubblicano Italiano                 | Antonino Germanà                     |
| Catania - Messina - Siracusa - Ragusa - Enna  | Partito Socialista Democratico Italiano       | Dino Madaudo                         |
| Catania - Messina - Siracusa - Ragusa - Enna  | Partito Liberale Italiano                     | Saverio D'Aquino                     |
| Palermo - Trapani - Agrigento - Caltanissetta | Democrazia Cristiana                          | Calogero Mannino                     |
| Palermo - Trapani - Agrigento - Caltanissetta | Democrazia Cristiana                          | Sergio Mattarella                    |
| Palermo - Trapani - Agrigento - Caltanissetta | Democrazia Cristiana                          | Mario D'Acquisto                     |
| Palermo - Trapani - Agrigento - Caltanissetta | Democrazia Cristiana                          | Luigi Gioia                          |
| Palermo - Trapani - Agrigento - Caltanissetta | Democrazia Cristiana                          | Attilio Ruffini                      |
| Palermo - Trapani - Agrigento - Caltanissetta | Democrazia Cristiana                          | Calogero Pumilia                     |
| Palermo - Trapani - Agrigento - Caltanissetta | Democrazia Cristiana                          | Giuseppe Sinesio                     |
| Palermo - Trapani - Agrigento - Caltanissetta | Democrazia Cristiana                          | Giacomo Augello                      |
| Palermo - Trapani - Agrigento - Caltanissetta | Democrazia Cristiana                          | Angelo Bonfiglio                     |
| Palermo - Trapani - Agrigento - Caltanissetta | Democrazia Cristiana                          | Luigi Giglia                         |
| Palermo - Trapani - Agrigento - Caltanissetta | Democrazia Cristiana                          | Ferdinando Russo                     |
| Palermo - Trapani - Agrigento - Caltanissetta | Partito Comunista Italiano                    | Achille Occhetto                     |
| Palermo - Trapani - Agrigento - Caltanissetta | Partito Comunista Italiano                    | Antonino Mannino                     |
| Palermo - Trapani - Agrigento - Caltanissetta | Partito Comunista Italiano                    | Giovanni Salatiello                  |
| Palermo - Trapani - Agrigento - Caltanissetta | Partito Comunista Italiano                    | Agostino Spataro                     |
| Palermo - Trapani - Agrigento - Caltanissetta | Partito Comunista Italiano                    | Mario Luigi Columba                  |
| Palermo - Trapani - Agrigento - Caltanissetta | Partito Comunista Italiano                    | Giuseppe Pernice                     |
| Palermo - Trapani - Agrigento - Caltanissetta | Partito Socialista Italiano                   | Filippo Fiorino                      |
| Palermo - Trapani - Agrigento - Caltanissetta | Partito Socialista Italiano                   | Giuseppe Reina                       |
| Palermo - Trapani - Agrigento - Caltanissetta | Partito Socialista Italiano                   | Egidio Alagna                        |
| Palermo - Trapani - Agrigento - Caltanissetta | Movimento Sociale Italiano - Destra Nazionale | Guido Lo Porto                       |
| Palermo - Trapani - Agrigento - Caltanissetta | Movimento Sociale Italiano - Destra Nazionale | Antonino Macaluso                    |
| Palermo - Trapani - Agrigento - Caltanissetta | Partito Repubblicano Italiano                 | Aristide Gunnella                    |
| Palermo - Trapani - Agrigento - Caltanissetta | Partito Socialista Democratico Italiano       | Carlo Vizzini                        |
| Palermo - Trapani - Agrigento - Caltanissetta | Partito Liberale Italiano                     | Stefano De Luca                      |
| Cagliari - Sassari - Nuoro - Oristano         | Democrazia Cristiana                          | Mariotto Segni                       |
| Cagliari - Sassari - Nuoro - Oristano         | Democrazia Cristiana                          | Felice Contu                         |
| Cagliari - Sassari - Nuoro - Oristano         | Democrazia Cristiana                          | Pietro Soddu                         |
| Cagliari - Sassari - Nuoro - Oristano         | Democrazia Cristiana                          | Beppe Pisanu                         |
| Cagliari - Sassari - Nuoro - Oristano         | Democrazia Cristiana                          | Matteo Piredda                       |
| Cagliari - Sassari - Nuoro - Oristano         | Democrazia Cristiana                          | Giovanni Carrus                      |
| Cagliari - Sassari - Nuoro - Oristano         | Partito Comunista Italiano                    | Mario Birardi                        |
| Cagliari - Sassari - Nuoro - Oristano         | Partito Comunista Italiano                    | Salvatore Mannuzzu                   |
| Cagliari - Sassari - Nuoro - Oristano         | Partito Comunista Italiano                    | Giorgio Macciotta                    |
| Cagliari - Sassari - Nuoro - Oristano         | Partito Comunista Italiano                    | Salvatore Cherchi                    |
| Cagliari - Sassari - Nuoro - Oristano         | Partito Comunista Italiano                    | Francesco Macis                      |
| Cagliari - Sassari - Nuoro - Oristano         | Partito Comunista Italiano                    | Maria Cocco                          |
| Cagliari - Sassari - Nuoro - Oristano         | Partito Socialista Italiano                   | Giovanni Nonne                       |
| Cagliari - Sassari - Nuoro - Oristano         | Partito Socialista Italiano                   | Alberto Manchinu                     |
| Cagliari - Sassari - Nuoro - Oristano         | Partito Sardo d'Azione                        | Mario Melis                          |
| Cagliari - Sassari - Nuoro - Oristano         | Movimento Sociale Italiano - Destra Nazionale | Alfredo Pazzaglia                    |
| Cagliari - Sassari - Nuoro - Oristano         | Partito Socialista Democratico Italiano       | Alessandro Ghinami                   |
| Valle d'Aosta                                 | Union Valdôtaine                              | Cesare Dujany                        |
| Trieste                                       | Democrazia Cristiana                          | Sergio Coloni                        |
|                                               | Partito Comunista Italiano                    | Antonino Cuffaro                     |